# Matthias Büchel
Matthias Büchel (* 9. September 1912 in Walheim bei Aachen; † 3. Januar 1999 in Gütersloh) war ein deutscher Sänger und Dirigent.

## Leben
Büchel wuchs in Walheim auf, wo sein Vater als Organist tätig war. Hier trat er nach der Erblindung seines Vaters dessen Nachfolge als Organist an. Bereits im Alter von 17 Jahren war er Chorleiter der Gemeinde in Lichtenbusch. Ab 1933 studierte er an der Rheinischen Musikhochschule Köln und besuchte das Musiklehrer-Seminar an der Staatlichen Hochschule für Musik. 1936 legte er im Hauptfach Klavier die Privatmusiklehrerprüfung ab und war fortan zwei Jahre lang als Klavierlehrer, Chorleiter und Dozent an der sozialen Frauenschule in Aachen tätig. Er nahm Gesangsunterricht bei Leo Nießen und dem Stimmbildner Albert Greiner und absolvierte in Berlin zwei Chorleiterlehrgänge.
1938 wurde er Assistent des Städtischen Chordirektors in Aachen Wilhelm Pitz. 1939/40 wurde er vom damaligen Generalmusikdirektor Herbert von Karajan mit dessen Vertretung bei der Einstudierung der Bachschen h-Moll-Messe für eine Aufführung in Paris sowie von Beethovens Missa solemnis in Berlin betraut. Herbert von Karajan vermittelte ihm den Gesangslehrer Fritz Schlenker. Ab 1941 wurde Büchel als Soldat eingezogen und kam nach einer Verletzung ins Lazarett nach Ahlen. Hier wurde er nach Kriegsende als künstlerischer Leiter der Städtischen Singgemeinschaft sowie der Ahlener Orchesterkonzerte verpflichtet.
Nachdem er im Dezember 1945 mit dem Ensemble und als Evangelist in der Martin-Luther-Kirche in Gütersloh das Weihnachtsoratorium von Johann Sebastian Bach aufgeführt hatte, wurde er gebeten, die Leitung des Städtischen Musikvereins Gütersloh zu übernehmen. Ab 1946 wurde er der Leiter des Musikvereins, 1950 wurde er zum Städtischen Musikdirektor ernannt. In den Jahren 1958 bis 1964 war Büchel außerdem Kantor an der St. Pankratius-Kirche in Gütersloh. Auch im Umfeld gründete Büchel mit dem Philharmonischen Chor Münster sowie Chören in Recklinghausen und Bünde weitere Ensembles. Mit dem Gütersloher Musikverein unternahm er Chorreisen nach Berlin und Salzburg und spielte einige Schallplatten ein. Für die Firma Bertelsmann übernahm er den Aufbau des Schallplattenrings mit dem Repertoire für klassische Musik. 
Im Jahr 1954 musste Büchel aufgrund einer Diphtherieerkrankung seine Sängerkarriere beenden. Im Jahr 1966 begann er im Auftrag des Kreises Warendorf den Aufbau der dortigen Jugendmusikschule, die er bis 1977 leitete. Nach seiner Pensionierung arbeitete er weiter als Chorleiter und übernahm eine Lehrtätigkeit an der Universität Münster. Am 20. Juni 1978 erhielt er vom Landrat Paul Lakämper das Bundesverdienstkreuz am Bande verliehen. Im Jahr 1982 erhielt er die Verdienstmedaille der Stadt Gütersloh. Mit seinem 75. Geburtstag beendete er seine aktive Karriere. 1987 wurde ihm für seine hochrangigen künstlerischen und pädagogischen Leistungen das Bundesverdienstkreuz Erster Klasse verliehen.